# 인터넷주소자원에 관한 법률
인터넷주소자원에관한법률은 인터넷주소자원의 개발, 이용을 촉진하고 인터넷주소자원의 안정적인 관리체계를 구축함으로써 이용자의 편익을 증진하고 국가사회의 정보화에 이바지함을 목적으로 2004년 수립된 대한민국의 법률이다. 2003년 12월 국회 과학기술정보통신위에 의해 법안이 통과되어 2004년 1월부터 발효되었다. 정보통신부 인터넷정책과에 의해 추진된 법률 제정은 차세대 주소자원 개발과 이용을 촉진하고, 민간 자율관리에 따른 인터넷 이용자 피해를 최소화한다는 취지를 가지고 있었으나, 인터넷 주소자원에 대한 법적 규제가 1) 민간중심으로 되어 있는 국제적인 협력구조로부터 스스로 고립을 자초하고, 2) 한국인터넷정보센터의 모범적인 도메인운용 및 확대보급 성과를 후퇴시키며, 3) 현행 국가코드 도메인 주소체계 정책형성과정을 근본적으로 파기함으로써 사실상 인터넷 발전을 저해하는 결과를 초래할 것이라는 우려 속에 통과되었다.